# Municipio de Denning
El municipio de Denning (en inglés: Denning Township) es un municipio ubicado en el condado de Franklin en el estado estadounidense de Illinois. En el año 2010 tenía una población de 5202 habitantes y una densidad poblacional de 54,29 personas por km².

## Geografía
El municipio de Denning se encuentra ubicado en las coordenadas 37°54′36″N 88°59′7″O / 37.91000, -88.98528. Según la Oficina del Censo de los Estados Unidos, el municipio tiene una superficie total de 95.82 km², de la cual 92.83 km² corresponden a tierra firme y (3.12%) 2.99 km² es agua.

## Demografía
Según el censo de 2010, había 5202 personas residiendo en el municipio de Denning. La densidad de población era de 54,29 hab./km². De los 5202 habitantes, el municipio de Denning estaba compuesto por el 97.23% blancos, el 0.4% eran afroamericanos, el 0.19% eran amerindios, el 0.65% eran asiáticos, el 0.04% eran isleños del Pacífico, el 0.38% eran de otras razas y el 1.1% pertenecían a dos o más razas. Del total de la población el 1.58% eran hispanos o latinos de cualquier raza.